# تپه قلعه کهنه باقرآباد
تپه قلعه کهنه باقرآباد مربوط به عصر آهن تا دوران‌های تاریخی پس از اسلام است و در شهرستان سنقر، بخش کلیائی، روستای باقرآباد واقع شده و این اثر در تاریخ ۱۱ مرداد ۱۳۸۴ با شمارهٔ ثبت ۱۲۴۵۲ به‌عنوان یکی از آثار ملی ایران به ثبت رسیده است.